# Bad Segeberg
Bad Segeberg là một thị xã có khoảng 16.000 dân ở bang Schleswig-Holstein, đây là thủ phủ của huyện (Kreis) Segeberg thuộc Đức. Đô thị này có cự ly 50 km về phía đông bắc với thành phố Hamburg, và 25 km về phía tây Lübeck.

## Kết nghĩa
- Złocieniec, Ba Lan
- Riihimäki, Phần Lan
- Kiryat Motzkin, Israel
- Teterow, Đức
- Võru, Estonia